# Gyrinus opacus
Espèce
Gyrinus opacus est une espèce d'insectes coléoptères de la famille des Gyrinidae. Longueur 6 mm, largeur 3,25 mm.

## Répartition
Gyrinus opacus est une espèce commune des lacs et étangs de Norvège, Suède, Finlande et Écosse.

## Systématique
L'espèce Gyrinus opacus est décrite en 1819 par le naturaliste Carl Reinhold Sahlberg (1779-1860).
L'année de description est souvent mentionnée comme étant 1819,, toutefois certains sites donnent 1817,.
Gyrinus opacus a pour synonymes :
- Gyrinus blairi Omer-Cooper, 1931
- Gyrinus lecontei Omer-Cooper, 1930